# Liste der Baudenkmale in Möllenhagen
In der Liste der Baudenkmale in Möllenhagen sind alle denkmalgeschützten Bauten der Gemeinde Möllenhagen (Mecklenburg-Vorpommern) und ihrer Ortsteile aufgelistet. Grundlage ist die Veröffentlichung der Denkmalliste des Landkreises Müritz mit dem Stand vom April 2010.

## Baudenkmale nach Ortsteilen

### Möllenhagen
| ID | Lage                        | Bezeichnung                                    | Beschreibung       | Bild                                           |
| -- | --------------------------- | ---------------------------------------------- | ------------------ | ---------------------------------------------- |
|    | Am Burgwall / B 192 (Karte) | Gedenkstein 1848                               |                    |                                                |
|    | Chaussee 7 (B 192) (Karte)  | Alter Krug, evtl. auch Schule                  |                    |                                                |
|    | Bahnhofstraße 5b (Karte)    | ehemaliges Bahnwärterwohnhaus mit Nebengebäude |                    | ehemaliges Bahnwärterwohnhaus mit Nebengebäude |
|    | Bahnhofstraße 5b            | Bahnstation                                    |                    | Weitere Bilder                                 |
|    | Am Burgwall (Karte)         | Kirche                                         | Kirche Möllenhagen | Kirche                                         |

### Bauernberg
| ID | Lage               | Bezeichnung | Beschreibung | Bild |
| -- | ------------------ | ----------- | ------------ | ---- |
|    | Haus Nr. 3 (Karte) | Wohnhaus    |              |      |

### Groß Varchow
| ID | Lage                       | Bezeichnung                                                   | Beschreibung        | Bild                |
| -- | -------------------------- | ------------------------------------------------------------- | ------------------- | ------------------- |
|    | Voßfelder Straße 5 (Karte) | Wohnhaus                                                      |                     |                     |
|    | Kirchenstr. 1a (Karte)     | Friedhof, Grabstein der Familie Bölckow                       |                     |                     |
|    | Kirchenstraße 1a           | Friedhof, Sandsteinkreuz mit Darstellung eines Schmetterlings |                     |                     |
|    | Kirchenstraße 1a           | Friedhofsmauer mit 3 Portalen                                 |                     |                     |
|    | Kirchenstraße 1a (Karte)   | Kirche Groß Varchow                                           | Kirche Groß Varchow | Kirche Groß Varchow |
|    | Kirchenstraße 7 (Karte)    | Pfarrhaus mit rückwärtigem Anbau und Nebengebäude             |                     |                     |
|    |                            | Schweinestall der Gutsanlage                                  |                     |                     |
|    | Kirchenstraße 2 (Karte)    | Wirtschaftsgebäude der ehemaligen Gutsanlage                  |                     |                     |

### Kraase
| ID | Lage                 | Bezeichnung                               | Beschreibung  | Bild                               |
| -- | -------------------- | ----------------------------------------- | ------------- | ---------------------------------- |
|    | Am Alten Gut (Karte) | Gutsanlage mit ehemaligem Inspektorenhaus |               |                                    |
|    | Am Alten Gut 9       | 1. südlichen Wirtschaftsgebäude           |               |                                    |
|    | Birkenweg            | 2. südlichem Wirtschaftsgebäude u.        |               |                                    |
|    | Am Alten Gut         | nördlichem Wirtschaftsgebäude             |               |                                    |
|    | Am Schulberg (Karte) | Kirche mit Glockenstuhl und Glocke        | Kirche Kraase | Kirche mit Glockenstuhl und Glocke |

### Lehsten
| ID | Lage                               | Bezeichnung                                  | Beschreibung | Bild                                         |
| -- | ---------------------------------- | -------------------------------------------- | ------------ | -------------------------------------------- |
|    | Ecken 10 (Karte)                   | Wohn- und Wirtschaftsgebäude                 |              | Wohn- und Wirtschaftsgebäude                 |
|    | Ecken 17 (Karte)                   | Wohnhaus mit rückwärtigem Wirtschaftsgebäude |              | Wohnhaus mit rückwärtigem Wirtschaftsgebäude |
|    | Ecken 15/17                        | Wirtschaftsgebäude                           |              | Wirtschaftsgebäude                           |
|    | Friedrich-Griese-Straße 2 (Karte)  | Wohnhaus (Büdnerei)                          |              | Wohnhaus (Büdnerei)                          |
|    | Friedrich-Griese-Straße 31 (Karte) | Büdnerei mit Wirtschaftsgebäuden             |              | Weitere Bilder                               |
|    | Ecken                              | Kriegerdenkmal                               |              |                                              |

## Quelle
- Karte der Baudenkmale im Geoportal des Landkreises

- Karte mit allen Koordinaten:
- OSM |
- WikiMap